# DKW Luxus 200
Die DKW Luxus 200 ist ein Motorrad der Zschopauer Motorenwerke J. S. Rasmussen, ab Mitte 1932 Auto Union AG.

## Technik
Der Pressstahl-Profilrahmen mit Unterzug war eine Neuentwicklung und wurde wie beim Modell Luxus 300 erstmals für DKW-Motorräder verwendet. Die Rahmenverbindungen sind geschraubt. Auch die Gabelscheiden der Parallelogrammgabel sind gepresste Stahlprofile. Am Gepäckträger befinden sich beidseitig Kästen für das Bordwerkzeug. Rahmen und Vorderbau waren einheitlich schwarz lackiert, der ebenfalls erstmals bei DKW verwendete Satteltank dagegen dunkelrot, was der Luxus 200 die weitverbreitete Bezeichnung „Blutblase“ einbrachte.
Der gebläsegekühlte Antrieb war der gleiche wie beim Vorgängermodell E 200. Zur Kraftübertragung auf das Hinterrad war wahlweise ein Riemen- oder Kettenantrieb lieferbar, letzterer gegen Aufpreis. Ebenfalls gegen Aufpreis war eine 6-Watt-Beleuchtungsanlage mit Abblend- und Fernlicht erhältlich.
Im letzten Produktionsjahr wurde das Modell überarbeitet. So wurde die Leistung von 4 auf 4,5 PS gesteigert, die Beleuchtungsanlage gehörte nunmehr zur Standardausstattung, und es wurde nur noch Kettenantrieb eingebaut. Die Tanks waren jetzt verchromt, konnten aber auf Kundenwunsch nach wie vor hochglanzemailliert geliefert werden. Der Hersteller nennt im Verkaufsprospekt zudem: „[…] Blitzverschluss und Spezialeinrichtung für selbsttätige Oel-Benzin-Mischung.“
Nach Angaben des Autors Frank Rönicke sollen rund 100 Stück mit einem Hubraum von rund 175 cm³  gebaut worden sein.
| DKW Luxus 200         | DKW Luxus 200                                           |
| --------------------- | ------------------------------------------------------- |
| Baujahre              | 1929–1932                                               |
| Motor                 | gebläsegekühlter Einzylinder-Zweitaktmotor, Kickstarter |
| Steuerung             | Schlitzsteuerung                                        |
| Ladungswechsel        | Querstromspülung                                        |
| Bohrung × Hub         | 63 × 64 mm                                              |
| Hubraum               | 198 cm³                                                 |
| Nennleistung          | 4 PS (2,9 kW), später 4,5 PS (3,3 kW)                   |
| Vergaser              | Framo-E, Framo-B                                        |
| Schmierung            | Zweitaktgemisch 1 : 10–15                               |
| Getriebe              | Zweiganggetriebe mit Zahnrädern im Kurbelgehäuse (a)    |
| Endantrieb            | Kette                                                   |
| Rahmenbauart          | Pressstahl-Profilrahmen mit Unterzug                    |
| Radstand              | 1275 mm                                                 |
| Sitzhöhe              | 700 mm                                                  |
| Radaufhängung vorn    | Parallelogrammgabel mit Schraubenfeder                  |
| Radaufhängung hinten  | Starrrahmen                                             |
| Bremsen               | Innenbackenbremsen vorn und hinten                      |
| Leergewicht           | 85 kg                                                   |
| Höchstgeschwindigkeit | 70 km/h                                                 |
| Stückzahl             | ca. 37.700                                              |